# 舍夫琴科 (斯卡多夫斯克區)
46°12′8″N 32°51′6″E / 46.20222°N 32.85167°E
舍夫琴科（烏克蘭語：Шевченко）是位於烏克蘭南部的村莊，由赫爾松州斯卡多夫斯克區的斯卡多夫斯克市鎮負責管轄。該村始建於1924年，面積2.88平方公里，海拔高度17米，2001年人口933，人口密度每平方公里324人。